# San Bernardo (Ivrea)
San Bernardo è un quartiere a sud di Ivrea con una popolazione di 2 000 abitanti. Sono presenti un campo sportivo noto per lo svolgimento del calcio a modalità tedesca una chiesa ortodossa e cattolica. È il quartiere più a sud di Ivrea dove è in programma la costruzione di un casello autostradale per migliorare il traffico all'interno di Ivrea. Inoltre si svolge ogni 20 agosto la festa patronale dedicata a San Bernardo nella piazzetta del quartiere. A San Bernardo è presente una scuola elementare.
La locale parrocchia di San Bernardo, appartenente alla diocesi d'Ivrea, venne istituita il 26 agosto 1838.
Nel 1955 vennero costruiti i nuovi stabilimenti delle Officine Meccaniche Olivetti.
A San Bernardo gioca la locale squadra: A.S.M. San Bernardo i colori sociali sono il Blu e il Rosso. Gioca le sue partite al San Bernardo Stadium ex "Hellios Rocco" un impianto in via di modernizzazione avente anche un campo da Beach Volley